# 黑田長政
黑田長政（日语：／ Kuroda Nagamasa，1568年12月21日—1623年8月29日）日本安土桃山時代到江戶時代初期的武將、大名。筑前福岡藩第一代藩主。
父親是豐臣秀吉的軍師黑田孝高（又名「黑田官兵衛」、出家法號為「如水圓清」），因其在九州征伐的功績而成為中津的大名，在文祿慶長之役等戰事中亦相當活躍。在關原之戰中立下極大戰功，因此被賜予筑前名島52萬3千石並成為福岡藩的初代藩主。與父親孝高同樣是吉利支丹大名，但後來棄教。

## 生平

### 織田家臣時代
在永祿11年（1568年）12月3日於播磨國姬路城出生，黑田孝高正室櫛橋光的嫡男。幼名松壽丸。黑田家仍是小寺政職家臣時期，受主家賜姓，名為小寺吉兵衛。由天正5年（1577年）開始成為織田信長的人質，被送往織田家家臣羽柴秀吉的居城‧近江國長濱城。
天正6年（1578年），曾一度降服信長的荒木村重再舉反旗（有岡城之戰）。父親孝高為顯誠意赴伊丹城（有岡城）說服村重，但反遭拘禁。信長以為孝高投向村重方，命令將松壽丸處刑，幸有竹中重治拯救，重治向信長報告已經將松壽丸處刑（此時被藏匿於竹中氏的居城菩提山城下家臣喜多村直吉的家中。不久後，有岡城陷落，於是與脫險的父親一同返回姬路（一說此時信長對將松壽丸處刑的事感到後悔，在得知松壽丸未死後回復黑田家的領地）。

### 羽柴（豐臣）家臣時代

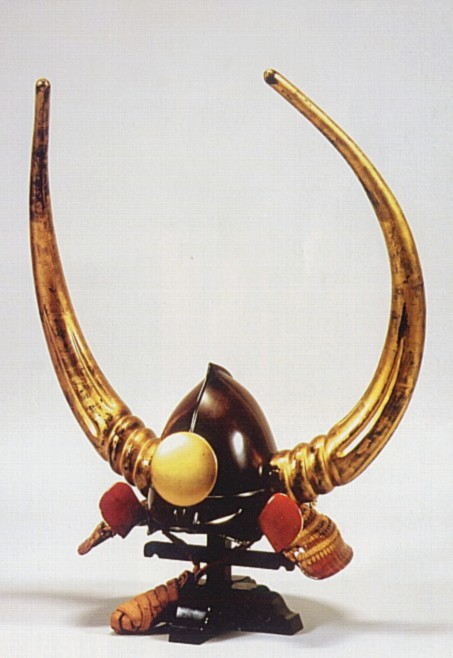
黑田長政所用「黑漆塗桃形大水牛脇立兜」

天正10年（1582年）6月，織田信長在本能寺之變中自殺，於是與父親一同仕於羽柴秀吉，跟隨秀吉進攻備中高松城，在中國地方與毛利氏戰鬥（備中高松城之戰）。
在天正11年（1583年）的賤岳之戰中亦立下戰功，被賜予河内國4百5十石。在天正12年（1584年）的小牧長久手之戰中擔任大坂城的留守居，並與雜賀眾、根來眾、長宗我部水軍的菅達長戰鬥。因為這些功績而被賜予2千石。
在天正15年（1587年）的九州征伐中，長政自身立下進攻日向財部城的功績。戰後父子的功績合起來而被賜予豐前國中津12萬5千石。天正17年（1589年），因為父親隱居而繼任家督，同時敘任從五位下、甲斐守。
文祿元年（1592年），因為秀吉向朝鮮出兵而渡海（文祿慶長之役）。長政召集5千人軍役，以主將的身份率領三番隊並與一番隊的小西行長和二番隊的加藤清正等從另一進路進攻並成為先鋒，在釜山登陸後進攻金海、昌原、靈山、昌寧、嚴風、茂溪津、星州、金山、秋風嶺、永同、文義、清州、竹山並於5月7日到達漢城，在5月初旬於漢城的會議中，決定負責黃海道的三番隊與負責平安道的一番隊一同前往攻略開城追擊朝鮮宣祖，在6月15日的大同江之戰中救援受到朝鮮軍夜襲而陷入苦戰的宗義智軍勢，長政在負傷的情況下仍然奮戰並擊破朝鮮軍，翌日，佔領敗退的朝鮮軍放棄的平壤城，在6月下旬從黃海道的制壓中撤退，在7月7日攻略海州，在8月初旬於漢城的會議後，為了警戒明朝的援軍而把戰線縮小並加強固守主要街道，攻撃李廷馣守備的延安城，不過失敗，以後的戰略就從大範圍制壓黃海道轉換成為了對應北方的攻勢而守備沿著主要街道的白川城和江陰城，同樣是三番隊的大友吉統以鳳山城和黃州城為據點。文祿2年（1593年）正月，李如松率領的明大軍急襲小西行長等守備的平壤城，行長在城池幾乎被攻陷的狀態下撤退，於是長政把小西軍收容在白川城，集中在漢城的日本軍在碧蹄館之戰中撃破南下的明軍，在失去戰意的明軍和因為兵糧不足而苦惱的日本軍之間的戰鬥開始停滯，但是長政仍然在幸州山城之戰中出陣。
在和平交渉進行期間，日本軍在4月放棄漢城並前往朝鮮半島南部布陣。在6月攻略朝鮮南部的據點晉州城（第二次晉州城攻防戰），長政配下的後藤基次爭取先陣而大活躍，此後在南部布陣期間的長政則守備機張城。
慶長元年（1596年）9月，日明和平交渉結束，由於秀吉在明使謁見時發現雙方的外交擔當者欺瞞自己，於是停止和議並命令諸將再次出兵。
慶長2年（1597年）長政的弟弟黑田熊之助趕往朝鮮途中溺死。7月，長政被元均率領的朝鮮水軍攻撃，之後成功反撃並剿滅朝鮮水軍（漆川梁海戰），日本軍從8月開始主要從全羅道進攻忠清道，長政再度召集5千人軍役，屬於右軍亦攻略黃石山城（黃石山城之戰），在8月於全州與左軍合流，跟從在全州的會議各軍的進路安排，長政與加藤清正和毛利秀元等形成右軍並向忠清道的天安進攻。受到日本軍激烈的侵攻，在漢城的明軍決定放棄首都，但是楊鎬決意抗戰到底，受命出戰的明將解生的軍隊與長政軍在忠清道的稷山爆發遭遇戰（稷山之戰），在激戰的最後，秀元率援軍來到並撃破明軍，在數日間在稷山屯駐。根據《黑田家譜》的記載，屯駐中的長政收到解生送贈的白鷹，對方向長政請求和議。長政軍到達稷山後，在漢城中恐戰的多數人都從首都逃亡。此後，長政與秀元和清正在鎮州舉行會議，決定經由竹山、尚州、慶山、密陽在梁山築起倭城以作守備。
對著佔領地廣闊並準備過冬而布陣的日本軍，12月末開始楊鎬和麻貴率領的明軍進攻已經接近完成的蔚山倭城（第一次蔚山城之戰），在加藤清正苦戰的同時，在西部布陣的日本軍編成蔚山救援軍並撃破明軍，長政向這支救援軍派遣了6百人，後來因為如此不積極而遭到秀吉叱責。受到明軍攻撃的諸將為了整理今後的防衛體制而向秀吉請求放棄蔚山倭城（最東方）、順天倭城（最西方）、梁山倭城（內陸）三城以縮小戰線，但是提案遭拒絕。結果，秀吉允許長政放棄梁山倭城，之後到撤退命令發出為止，長政都移陣到龜浦倭城。慶長3年（1598年）8月18日，秀吉死去，日本軍在三路的戰鬥中撃破明軍後，長政等日本軍就這樣撤退。
雖然在朝鮮的戰鬥中立下許多武功，但同時亦與吏僚石田三成和小西行長等人對立。

### 關原之戰

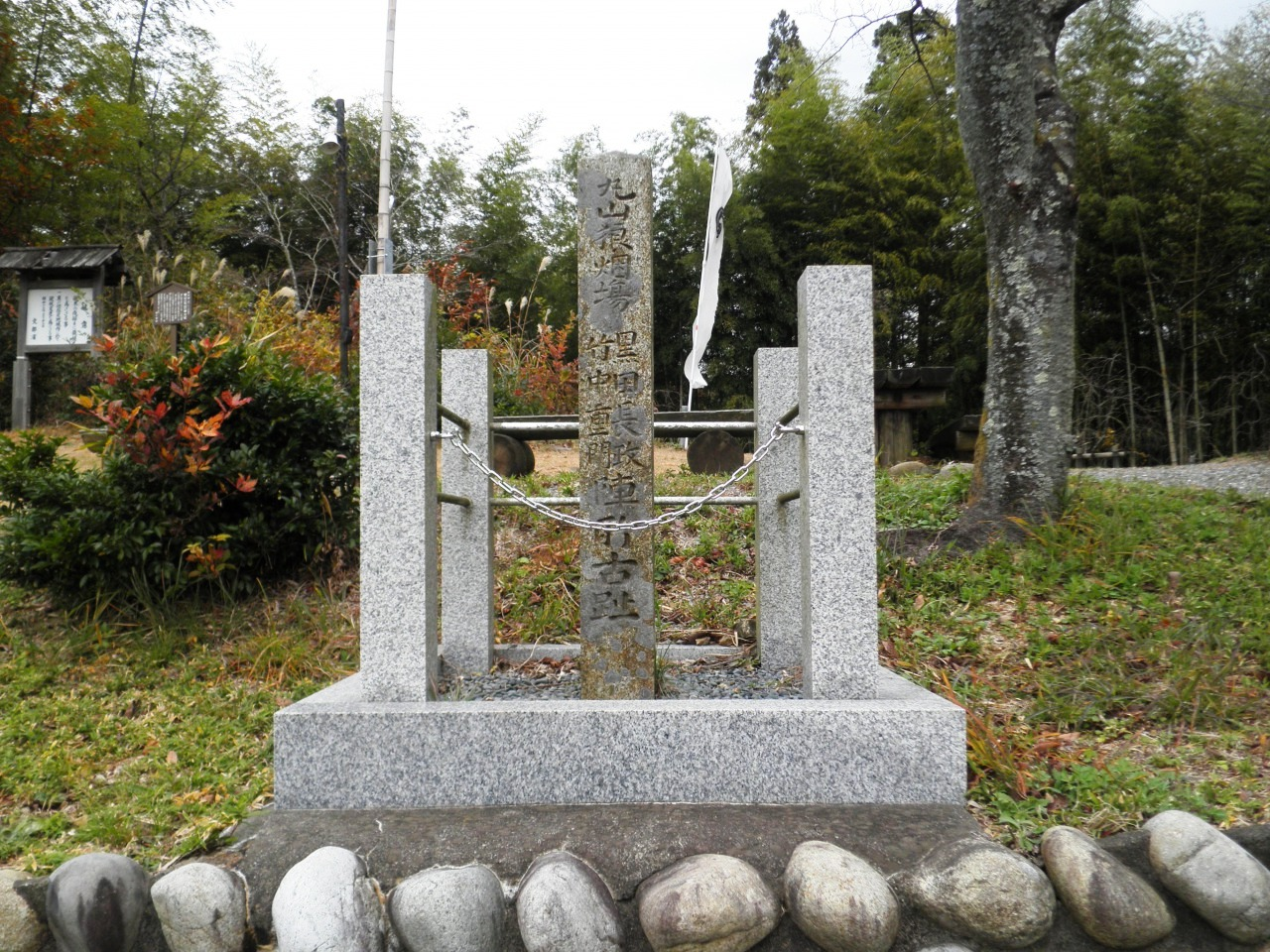
關原之戰的黑田長政・竹中重門陣跡（岐阜縣不破郡關原町）

慶長3年（1598年）8月，在秀吉死去後，開始接近與三成等文治派對立的五大老之一的德川家康，並且與蜂須賀政勝的女兒系姬離婚，迎娶家康的養女榮姬（保科正直的女兒）為正室。
慶長4年（1599年）閏3月，前田利家死去後，與福島正則和加藤清正等武將派一同襲撃石田三成。
慶長5年（1600年），在家康為了討伐會津的上杉景勝（會津征伐）而起兵時跟隨家康出陣，在出兵期間三成等人率領西軍在大坂舉兵，於是長政作為東軍武將在關原之戰中戰鬥。在本戰中，黑田隊相當活躍，家臣菅正利的鐵砲隊還消滅了三成的家臣島清興，而在長政派遣的平岡賴勝調略下，成功策反西軍的小早川秀秋和吉川廣家等諸將，在戰後因為這些功績而成為關原的第一功臣，被家康封賜筑前名島（福岡）52萬3千石。

### 江戶時代
慶長5年（1601年）著手建造福岡城。黑田氏於備前國的故地即為福岡，慶長11年（1606年）福岡城歷時７年後完工。長政為初代的福岡藩主。
在慶長8年（1603年）敘任從四位下、筑前守。
慶長11年（1606年）、長政協助領內商人大賀宗九取得徳川家康核發的海外貿易許可朱印狀。宗九透過貿易成為富甲一方，博多地區的首富，更是福岡藩黑田家的御用商人。
在慶長19年（1614年）的大坂冬之陣中擔任江戶城的留守居，嫡男忠之成為代理並出陣。在翌年的大坂夏之陣中屬於第2代將軍德川秀忠並與加藤嘉明合作攻擊豐臣方。戰後，命令家臣黑田一成邀請當時一流的繪師繪出黑田軍参陣的「大坂夏之陣圖屏風」（通稱「黑田屏風」）。圖中描繪出德川軍在破城後的掠奪亂行。屏風現為大阪市所有（大阪城天守閣保管），是國家級重要文化財產。
元和9年（1623年）8月4日，先於德川秀忠上洛而進入京都，但是在不久後發病，在京都報恩寺死去。享年56歳。家督由長男忠之繼承。
辭世句是。

## 人物

黑田藤巴紋

- 不是像父親孝高一樣的智略人物，而是智勇兼備的武將。在關原之戰中成為調略的代表。
- 在豐臣秀吉死後，與藤堂高虎一樣忠實地仕於德川家康。與蜂須賀正勝的女兒離婚並迎娶家康的養女，更受家康的命令而成功執行普請賦役。因此雖然是外様大名，但是仍然被信賴。
- 相當憎恨石田三成，一說指是因為父親失勢是因為與三成對立。但是在關原合戰後，沒有對三成說出侮蔑的說話並下馬向三成表示出對敵軍將領禮節的就只有長政和藤堂高虎。此時，長政把自己的羽織送給三成並說出道別的說話。
- 擁有經深思熟慮後才行動的性格，父親如水看到卻認為長政優柔寡斷，於是向長政說「我曾經被小早川隆景說過：比起過早決定事情，還是慎重一點比較好。但是你正好相反，因此需多加注意」（自分はかつて小早川隆景に、物事の決断が早すぎるので慎重にしたほうがよいと言われたが、おまえはその逆だから注意しろ）。長政以這段說話為戒，在後年舉辦「異見會」，集合家老和下級武士代表並與他們在對等的立場下討論，以作出決斷。

## 逸話
- 黑田長政的頭盔造型非常奇特，其造型是代表一座陡坡---源義經在傳奇的一之谷奇襲中率領七十騎從一座近乎垂直的陡坡上衝入平家本陣並大敗強敵的典故。
- 在關原之戰後，家康握著長政的手來讚賞長政的功勞。歸鄉後長政把這件事告訴父親如水，如水問「是哪一隻手」。長政回答「是右手」，如水質問「這時左手在做什麼阿」（暗示此時應該用左手刺殺家康）。（不過這個逸話是在大正5年出版的《黑田如水傳》中記述，現在可以確認的當時史料並沒有記載。）
- 在晩年對長男萬德丸（後來的黑田忠之）的器量感到相當擔心，於是把家訓（御定則）交給他（亦有說法指御定則是後世創作）。還有一時間把忠之廢掉而立三男黑田長興為後繼者，後來在忠之時期發生的黑田騒動，亦使長政擔心的事成真。
- 有嫉妒的一面，在父親如水死去後，黑田家随一的勇將亦有許多武功，追放了從如水得到像大名一樣的厚遇的後藤基次，更採取奉公構的處罰，這是因為長政嫉妒基次的功績，以及被如水寵愛，但是實際上，如水評論基次「謀反人的一族，不可召他接近」（謀反人の一族なので、そば近くに召し使うことは無用），不過長政仍然相當厚待基次，可是之後基次仍然出奔，這是因為長政禁止家臣與關係惡劣的細川家交往，這才是基次出走的原因。
- 在忠之4歳舉行「袴着式」時，母里友信對忠之說「請立下比父親更高的功名」（父君以上の功名を挙げなさい），得知此事的長政憤怒地說「比父親更高的功名是什麼啊」（父以上の功名とは何事だ），並要殺死友信，但是因為周圍的人勸解而作罷。
- 在臨死臥在床上時，向家老說「德川之所以可以取得天下，都是因為黑田父子的幫助」（徳川が天下を取れたのは、黒田父子の力によるもの）。因此在關原之戰中成為東軍勝利的幕後功勞者，長政以此戰來誇讚自己。[3]
- 隨著伴天連追放令，被秀吉逼迫改宗，父親孝高率先宣佈放棄基督教，長政自身亦改宗，而在德川政權下轉變成迫害者，對領內的吉利支丹實行嚴厲的處罰。

## 登場作品
小說
- 主家將滅（文藝春秋、瀧口康彦（日语：滝口康彦）著）
- 如風如水（集英社、安部龍太郎著）
- 黑田家三代：戰國奔逐的男人野望（幻冬舎、池田平太郎著）

影視劇
- 太閤記（日语：太閤記 (NHK大河ドラマ)）（1965年、NHK大河劇、演：高橋芳樹）
- 春之坂道（日语：春の坂道）（1971年、NHK大河劇、演：高橋悦史）
- 新書太閤記（日语：新書太閤記#新書太閤記（NETテレビ））（1973年、NET、演：山田芳和）
- 黃金的日子（日语：黄金の日日）（1978年、NHK大河劇、演：伊藤正博）
- 女太閤記（1981年、NHK大河劇、演：清水信一（日语：真実一路 (俳優)））
- 關原（日语：関ヶ原 (テレビドラマ)）（1981年、TBS、演：菅野忠彦）
- 德川家康（1983年、NHK大河劇、演：倉石功）
- 真田太平記（日语：真田太平記 (テレビドラマ)）（1985年、NHK、演：金子研三）
- 春日局（1989年、NHK大河劇、演：中村修）
- 宮本武藏（日语：宮本武蔵 (1990年のテレビドラマ)）（1990年、TX、演：波多野博）
- 德川劍豪傳：最後的武藏（日语：徳川剣豪伝 それからの武蔵）（1996年、TX、演：溝田繁）
- 秀吉（1996年、NHK大河劇、演：田中丈資）
- 葵德川三代（2000年、NHK大河劇、演：山下真司）
- 太閤記 被喚為猴子的男人（日语：太閤記 サルと呼ばれた男）（2003年、CX、演：大同翔音）
- 功名十字路（2006年、NHK大河劇、演：田宮英晃）
- 寧寧：女太閤記（2009年、TX、演：平野道彦）
- 天地人（2009年、NHK大河劇、演：佐藤洸）
- 戰國疾風傳 二人軍師（日语：戦国疾風伝 二人の軍師 秀吉に天下を獲らせた男たち）（2011年、TX、演：尾崎右宗）
- 江~公主們的戰國~（2011年、NHK大河劇、演：長谷川公彥（日语：長谷川公彦））
- 軍師官兵衛 （2014年、NHK大河劇、演：松坂桃李）
- 真田丸（2016年、NHK大河劇、演：大神拓哉）
- 關原（日语：関ヶ原 (映画)）（2017年、東寶、演：和田正人）
- 怎麼辦家康（2023年、NHK大河劇、演：阿部進之介）

遊戲
- 遙遠時空7（2020年、配音：立花慎之介）